# Escobos
Escobos es una entidad de población española, hoy día despoblada, del municipio de Galindo y Perahuy, perteneciente a la provincia de Salamanca, en la comunidad autónoma de Castilla y León.

## Toponimia
El lugar puede encontrarse referido como Escobos y Los Escobos.

## Historia
Hacia mediados del siglo XIX, el lugar, una alquería, ya pertenecía al municipio de Galindo y Perahuy. Aparece descrito en el séptimo volumen del Diccionario geográfico-estadístico-histórico de España y sus posesiones de Ultramar de Pascual Madoz con las siguientes palabras:

ESCOBOS (los): alq. agregada al ayunt. de Galindo y Perahuy en la prov., dióc. y part. jud. de Salamanca (2 leg.): sit. en la márgen der. del r. Valmuza. Se estiende su térm. de N. á S. 1/4 leg. y 1/2 de E. á O. y confina al N. con Parada de Arriba; E. Torre de Martin Pascual; S. Albergueria de la Vanuza, y O. Carrascal y Pericalbo: consta de 320 huebras de tierra en prados, pastos, labor y monte de encina.
(Madoz, 1847, p. 525)

En 2023, la entidad singular de población de Escobos tenía empadronados 0 habitantes.